# Cynthia annabella
Cynthia annabella är en fjärilsart som beskrevs av William D. Field 1971. Cynthia annabella ingår i släktet Cynthia och familjen praktfjärilar. Inga underarter finns listade i Catalogue of Life.

## Bildgalleri

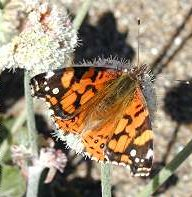